# کنفرانس سوسیالیست آسیایی
کنفرانس سوسیالیست آسیایی (به انگلیسی: Asian Socialist Conference) با (مخفف انگلیسی: ASC) یک سازمان احزاب سیاسی سوسیالیسم در آسیا بود که بین سالهای ۱۹۵۳ و ۱۹۶۵ وجود داشت. آن سازمان در جهت ایجاد سازمان سوسیالیستی چند ملیتی پان‌آسیایی شکل گرفت که به‌طور آشکار از مراکز سابق استعماری اروپایی مستقل بود، با این حال که به ابرقدرتهای جدید جنگ سرد وابسته نبود. در مجموع، چهار کنفرانس سوسیالیست آسیایی برپا شد که سالهای ۱۹۵۳ و ۱۹۵۴ در رانگون، ۱۹۵۶ و ۱۹۶۵ در بمبئی بود.